# 大阪市立長原小学校
大阪市立長原小学校（おおさかしりつ ながはら しょうがっこう）は、大阪府大阪市平野区にある公立小学校。

## 概要
平野区の南東部を校区とし、校区は八尾市に接している。大阪市立長吉南小学校から分離する形で1970年に開校した。
近隣には大阪府立平野支援学校があり、同校との交流活動をすすめている。

## 沿革
長原小学校が位置する長吉長原東地区では、1950年代頃から宅地化が始まった。団地ができたことなどによる児童数の増加に伴い、大阪市立長吉南小学校から分離する形で1970年に大阪市立長原小学校が開校した。
長原小学校が開校した後も地域の人口および児童数が急増した。4年後の1974年には大阪市立大和川小学校を分離開校した。その後は人口増加の状況が横ばいになり、少子化や団地の高齢化に伴って児童が減少傾向となった。そのため、1989年に大和川小学校を閉校し長原小学校へ再統合した。
旧大和川小学校跡地には、1990年に大阪市文化財協会長原分室（1996年に長原調査事務所へ改称）が移転し、大阪市埋蔵文化財収蔵展示室が併設された。この拠点と展示室は2010年度頃まで使用された。

### 年表
- 1969年3月31日 - 現在地を学校用地として取得。
- 1970年3月31日 - 第一期工事が完成。
- 1970年4月1日 - 大阪市立長原小学校として創立。1-4年生のみで開校。
- 1970年5月1日 - 校章を制定。
- 1970年10月18日 - 校旗を制定。
- 1971年5月4日 - 開校記念式典を実施。この日を創立記念日とする。
- 1972年2月9日 - 大阪市教育委員会から同和教育の研究校に指定され、研究発表を実施。
- 1973年11月27日 - 大阪市教育委員会から緑化推進校に指定される。
- 1974年4月1日 - 大阪市立大和川小学校を分離。
- 1989年4月1日 - 大阪市立大和川小学校を再統合。

## 通学区域
- 大阪市平野区 長吉長原東2丁目1番-4番、3丁目1番-13番、長吉川辺3丁目。

卒業生は大阪市立長吉中学校に進学する。

## 交通・アクセス方法
- Osaka Metro谷町線 長原駅 南東へ約700m。